# Euphorbia gammaranoi
Euphorbia gammaranoi là một loài thực vật có hoa trong họ Đại kích. Loài này được G.Will. mô tả khoa học đầu tiên năm 2006.